# 金屬氧化物半導體電容器
金屬氧化物半導體電容器（英語：Metal-Oxide-Semiconductor capacitor，缩写：MOS capacitor）為金屬氧化物半導體電晶體中的一個特例，當後者只有採用三端(G、B、D)中的兩端(G、B或G、D)便會當成前者之用。